# Manifesto del PKWN

Fotografia del Manifesto del PKWN

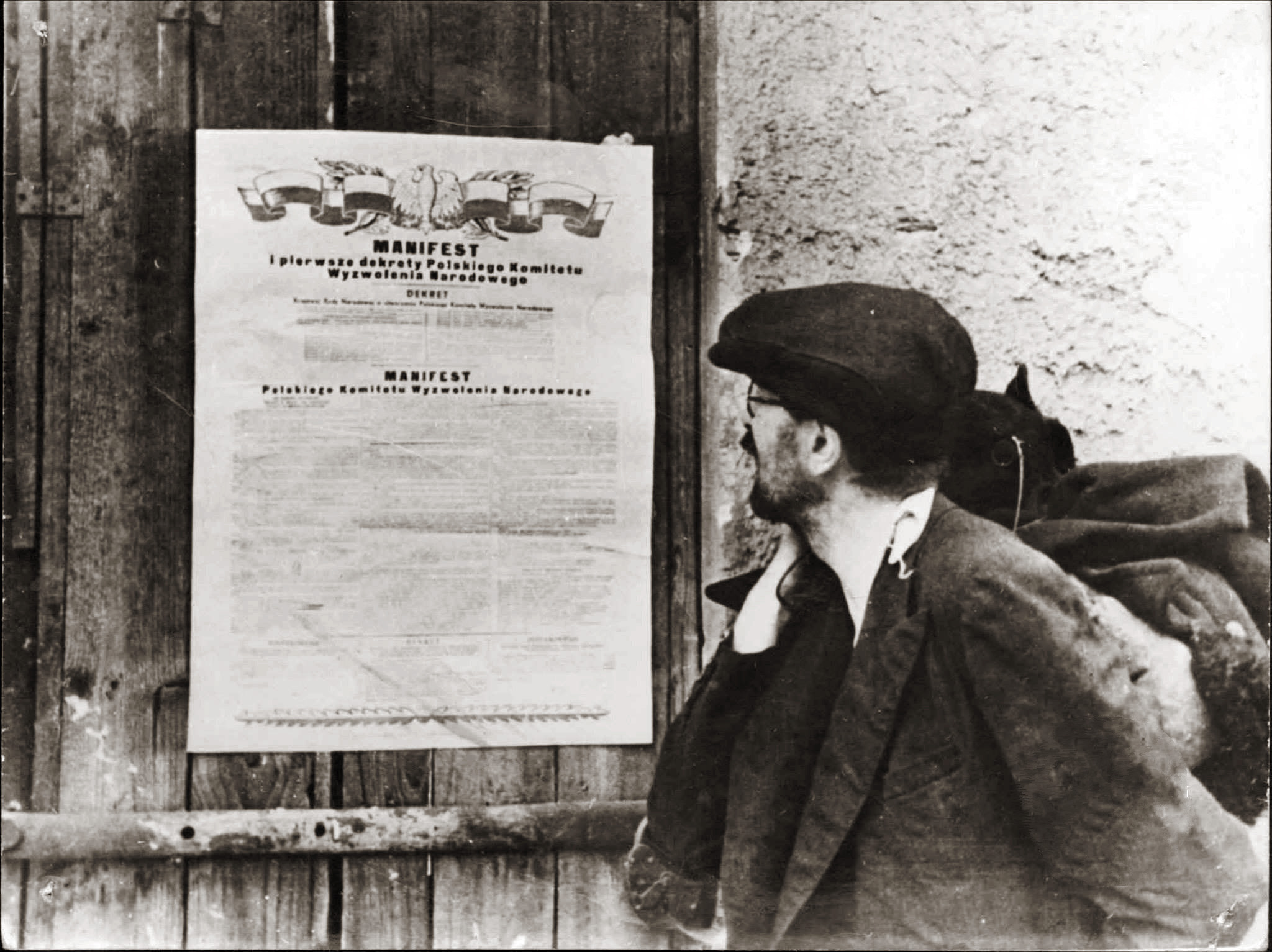
Foto propagandistica di un cittadino che legge il Manifesto del PKWN, 22 luglio 1944

Il Manifesto del Comitato Polacco di Liberazione Nazionale (PKWN), conosciuto anche come Manifesto di Luglio o Manifesto del PKWN (in polacco: Manifest PKWN, Manifest lipcowy) fu un programma politico delle autorità guidate dai comunisti spalleggiate dall'Unione Sovietica in Polonia creato nel 1944 in opposizione al governo in esilio della Polonia.
Il Manifesto fu proclamato ufficialmente a Chełm il 22 luglio 1944 dal Comitato Polacco di Liberazione Nazionale; tuttavia il suo testo fu modificato personalmente da Josif Stalin a Mosca e fu stampato nella capitale russa.
Furono annunciate riforme radicali in campo sociale, politico ed economico, la continuazione della guerra contro la Germania nazista, la nazionalizzazione dell'industria e un confine statale onesto ad ovest. Proclamò il PKWN come l'unico governo polacco legittimo, rompendo pertanto con il governo polacco in esilio.
Proclamò anche la creazione di una nuova forza di polizia, la Milizia dei Cittadini (Milicja Obywatelska). Poco dopo l'URSS iniziò a trasferire il potere nelle aree controllate dai sovietici nei Voivodati di Lublino, Białystok, Rzeszów e Varsavia al PKWN. Tuttavia, il controllo effettivo di queste aree rimase nelle mani del NKVD e dell'Armata Rossa.